# هارفست فودز
هارفست فودز (بالإنجليزية: Harvest Foods) هي شركة مساهمة خاصة تأسست عام 1998 مع التركيز على الجودة والابتكار، وتستمر في كونها رائدة في صناعة تعليب الأغذية في مصر والشرق الأوسط من خلال إنتاج الفول وصلصة الطماطم والخل الأبيض والبقوليات والخضروات. وفي أوائل عام 2005، استحوذت شركة هارفست فودز على شركة البوادي، لإنتاج مجموعة متنوعة من الحلاوة الطحينية والطحينة وعسل النحل وعسل الأسود والمربى. وفي عام 2015، تأسست شركة ياميز. لإنتاج وجبات خفيفة، بما في ذلك الكعك والوجبات الخفيفة المالحة.

## التاريخ
تأسست شركة هارفست فودز قبل أكثر من عشرين عامًا، بهدف إنتاج المواد الغذائية الموجهة للاستهلاك المنزلي في السوق المصري. بدأت الشركة نشاطها في أواخر القرن العشرين بإطلاق أول علامة تجارية لها "هارفست" المتخصصة في تصنيع المنتجات الغذائية المعلبة.
مع مرور الوقت، وسّعت الشركة نطاق علاماتها التجارية لتشمل "البوادي" و"ياميز"، إلى جانب زيادة القدرة الإنتاجية تدريجيًا. وشاركت الشركة في السوق المصري كإحدى الجهات المنتجة للمواد الغذائية المعلبة.
كما اتجهت الشركة نحو التصدير للأسواق الخارجية، حيث قامت بإنتاج أكثر من 80 منتجًا تم تصديرها إلى ما يزيد عن 20 دولة. وجاء هذا التوسع من خلال تطوير خطوط إنتاج إضافية لتلبية احتياجات تلك الأسواق، مع التركيز على معايير الجودة والتسعير.

## روابط خارجية
- الموقع الرسمي